# Polom (Rychnov nad Kněžnou-i járás)
Polom település Csehországban, Rychnov nad Kněžnou-i járásban. Polom Proruby, Potštejn, Sopotnice, Sudslava, Velká Skrovnice és Lhoty u Potštejna településekkel határos. Lakosainak száma 150 fő (2024. január 1.).

## Népesség
A település lakosságának változását az alábbi diagram mutatja:
| Lakosok száma | 398  | 342  | 252  | 180  | 122  | 113  | 140  | 141  | 143  | 150  |
|               | 1869 | 1890 | 1921 | 1950 | 1980 | 2001 | 2017 | 2019 | 2022 | 2024 |